# 農薬

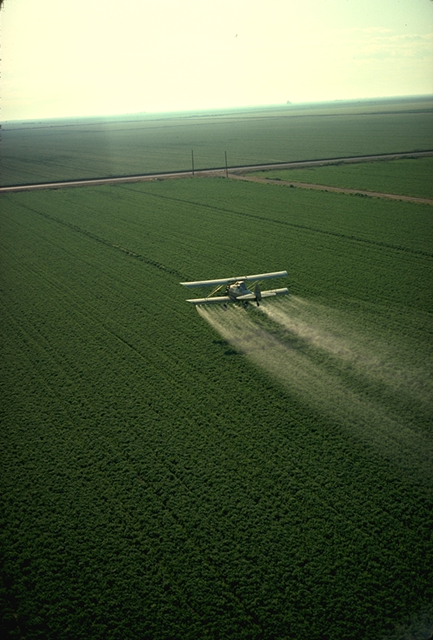
農業機による農薬の空中散布

農薬（のうやく、英: agricultural chemical）とは、農業の効率化、あるいは農作物の保存に使用される薬剤の総称。殺菌剤、防黴剤（ぼうばいざい）、殺虫剤、除草剤、殺鼠剤（さっそざい）、植物成長調整剤（通称「植調」：植物ホルモン剤など）等をいう。また、害虫や雑草の駆除に利用される天敵や捕食者は「生物農薬」と呼ばれる。
農林水産省は上記の広義の農薬のうち、登録されたものを狭義の「農薬」としている（登録されていないものは農薬ではないという表現をしている）。

## 概要
農薬は元々は土壌や種子の消毒と、発芽から結実までの虫害や病気の予防をするものを指していたが、農作物の虫害や植物の成長調整など、「農業の生産性を高めるために使用される薬剤」として広義に解釈されるようになっている。
近代化された農業では農薬は大量に使用されている。一方、人体に対する影響をもたらす農薬も多くあることから使用できる物質や量は法律等で制限されている。

### 各国の農薬の使用状況と最新農法
FAO(国連食糧農業機関)の統計によると、2021年の各国の農薬使用量はブラジルが719507トンでトップである。次いでアメリカ457385.42トン、インドネシア283297.13トン、中国244820.82トン、 アルゼンチン241519.98トンと続く。日本は48889トンである。
　耕地面積1ha当たりの農薬使用量はセーシェルが456.28 kg/haでトップである。次いでクウェート108.07 kg/ha、モルディブ63.26 kg/ha、カタール44.69 kg/ha、アンティグア・バーブーダ43.21 kg/haである。日本の使用量は11.24 kg/haで世界第20位である。ただしこの数値の比較に本質的な意味はなく、栽培する農産物やその土地の気候等、多くの要素を考慮する必要がある。
2018年12月末、TPP（Trans-Pacific Partnership、環太平洋パートナーシップ）が開始されると、太平洋周辺の11カ国間（オーストラリア、ブルネイ、カナダ、チリ、日本、マレーシア、メキシコ、ニュージーランド、ペルー、シンガポール、ベトナム）で、貿易自由の目的で、多くの関税が撤廃された。このため、日本にも、海外の農産物輸入品が急増した。さらにTPPとは別に、ヨーロッパとはEPA（Economic Partnership Agreement、経済連携協定）が結ばれた。ヨーロッパと日本の間の関税や関税以外の障壁を取り払い、貿易をより自由にする取り決めであり、2019年2月に発効された。このため、今後はヨーロッパから野菜や果物の輸入の急増が予測されるが、収穫が終わった後の処理に急速に発達したポストハーベスト技術が使用されるため、遠方からの輸入が可能となった。すでにヨーロッパでは、最新のテクノロジーを使い、日本よりもはるかに効率のよい農法で同時に、使用農薬量は、日本よりもはるかに少なくしており、最先端農業でありながら、安全で安心、環境にも優しい農業が展開されている。このため、竹下は世界と日本の差はさらに開いていき、日本の農業が衰退するのではと警鐘を鳴らしている。

## 歴史
紀元前から海葱（ステロイド配糖体を含む）を利用したネズミ駆除、硫黄を使用した害虫駆除が行われてきた。17世紀になるとタバコ粉、19世紀初頭には除虫菊やデリス根（ロテノンを含有）を利用した殺虫剤が用いられるようになったが、天然物や無機化合物が中心であり、化学合成された有機化合物の農薬が登場するのは、20世紀に入ってからである。

### 前近代
人類の歴史を遡ると、農作物への病害虫による被害は古くからあり、耕作方法や品種の変更など様々な努力がなされていた。
元来、植物には昆虫による食害や菌類・ウイルス感染を避けるため、各種の化学物質を含有、または分泌するアレロパシーと呼ばれる能力がある。複数種類の植物を同時に栽培するコンパニオンプランツをすると、連作障害を防止できることは経験的に知られていた。
古代ギリシャや古代ローマでは、播種前の種子に植物を煮出した液やワインを漬けておく方法や、生育中の苗にバイケイソウなどの植物の浸出液を散布する方法がとられていた。

### 近代農薬の登場
1800年代に入ると、コーカサス地方で除虫菊の粉末が殺虫剤として使用されたほか、デリス(en)根の殺虫効果が知られるようになった。
1824年には、モモのうどんこ病に対して、硫黄と石灰の混合物が有効であることが発見された。その後、1851年にフランスのグリソンが石灰硫黄合剤を考案した。
18世紀後半には、木材の防腐剤として用いられていた硫酸銅が、種子の殺菌にも用いられるようになったが、1873年にボルドー大学のミヤルデ教授が、ブドウのべと病に硫酸銅と石灰の混合物が有効であることを発見。1882年以降、ボルドー液として農薬に利用されることとなった。
1924年に、ヘルマン・シュタウディンガーらによって、除虫菊の主成分がピレトリンという化学物質であることが解明された。1932年には日本の武居三吉らによって、デリス根の有効成分がロテノンという化学物質であることも判明した。

### 化学合成農薬の登場
20世紀前半までは農薬の中心は天然物や無機物であったが、第二次世界大戦後になると本格的に化学合成農薬が利用されるようになる。

#### DDTと殺虫剤
1938年、ガイギー社のパウル・ヘルマン・ミュラーは、合成染料の防虫効果の研究からDDTに殺虫活性があることを発見、農業・防疫に応用された。DDTは、人間が大量に合成可能な有機化合物を、殺虫剤として実用化した最初の例であり、ミュラーはこの功績により1948年にノーベル生理学・医学賞を受賞した。
DDTの発見に刺激され、1940年代には世界各国で殺虫剤の研究が始まり、1941年頃にフランスでベンゼンヘキサクロリドが、1944年頃にドイツでパラチオンが、アメリカでディルドリンがそれぞれ発明された。いずれも高い殺虫効果があり、またたく間に先進国を中心に世界へ広がっていった。一部の殺虫薬は第二次世界大戦に使われた毒ガスの研究から派生したものといわれている。

#### 環境運動と農薬批判
1962年にレイチェル・カーソンが『沈黙の春』を発表して環境運動が世界的な関心を集めてからは、農薬の過剰な使用に批判が起こるようになった。日本でも水俣病などの公害が社会問題となるなか、1974年には有吉佐和子の小説『複合汚染』が発表され、農薬と化学肥料の危険性が訴えられた。
消費者の自然嗜好や環境配慮や有機野菜消費の増加といったことを受けて、生産者側である農家からも費用のほか、化学農薬の副作用や健康被害への心配から、天敵、細菌、ウイルス、線虫や糸状菌（カビの仲間）等の生物農薬の使用も進められている。

#### 日本の農薬の歴史
日本では、16世紀末の古文書にアサガオの種やトリカブトの根など、5種類の物質を用いた農薬の生成法が紹介されており、1670年には鯨油を水田に流す方法（注油法）による害虫（ウンカ）駆除法が発見されている。
- 1930年代には日本の農村でも農薬が普及し始め、昭和初期には本格的に普及した。
- 1948年、農薬取締法公布。
- 1950年、森林病害虫等防除法と植物防疫法公布。
- 1951年、厚生省がリンゴにおけるDDTの残留農薬基準を7ppmとする指導通知を行う（法的な拘束力なし）[9]。
- 1958年、国内最初の空中散布が神奈川県で実施された。
- 1971年、農薬取締法改正。毒性の強い有機合成農薬の多くが登録失効となり、より安全な有機合成殺虫剤へと更新される[1]。
- 2000年、日本農林規格等に関する法律（JAS法）による「有機農産物認証制度」発足。
- 2021年、登録された農薬の有効成分全種の安全性を政府が定期的に確認する「農薬再評価制度」が10月より開始[10]。

## 農薬の分類

### 機能による分類
農薬は機能により次のように分類される。
- 殺虫剤
- 殺菌剤
- 殺虫殺菌剤
- 除草剤
- 殺鼠剤
- 植物成長調整剤
- 誘引剤
- フェロモン剤[1]
- 展着剤
- 天敵
- 微生物剤

害虫の天敵や微生物（微生物剤）を利用する防除法を生物的防除といい、使用される生物を生物農薬という。
生物農薬は業者によって処方され、製品として登録されたもので、天敵製剤と呼ばれる。
生物農薬は化学農薬（化学的防除）に比べて毒性や薬剤耐性の面でメリットがあり普及しているが、害虫を全滅できないことや効果発揮が遅いなどのデメリットもある。

### 製剤方法による分類
乳剤
水に溶けにくい有効成分を有機溶媒に溶かし、さらに水に馴染みやすくするために界面活性剤を加えたもの。使用時に水で希釈するとエマルションになる。
水和剤
水に溶けにくい有効成分を、鉱物などに混ぜて微粉状にし、水に馴染みやすくしたもの。水で希釈して使う。風で飛び散らないよう、粒状に成形したものは顆粒水和剤、またはドライフロアブルと呼ばれる（そのうち、水田用除草剤は顆粒とも呼ばれる）。
水溶剤
水溶性の有効成分を水に溶かし、希釈して使う。
液剤
有効成分の水溶液。そのまま使うものと水で希釈して使うものがある。
粒剤
有効成分を鉱物粉などに混ぜて粒状にしたもの。水に溶かさず、そのまま散布する。粒径によって微粒剤、細粒剤などがある。
粉剤
有効成分を鉱物粉などに混ぜて粉状にしたもの。水に溶かさず、そのまま散布する。粒径とその割合によって微粉剤、DL粉剤、フローダスト剤などがある。
マイクロカプセル
有効成分を高分子膜で被覆して数μm - 数百μmくらいのマイクロカプセル状にしたもの。
燻蒸剤
常温または水を入れて有効成分を気化させて利用するもの。
燻煙剤
着火または加熱により有効成分を気化させて利用するもの。
エアゾール
ケロシンやアセトンに有効成分を溶かし、液化ガスの圧力でスプレーできる容器（スプレー缶）に入れたもの。
フロアブル剤
ゾル剤とも呼ばれる。溶剤に溶けにくい固体有効成分を、水和剤よりも細かい微粒子にして水に混ぜ、液剤化したもの（登録上の分類は水和剤）。
EW
水に溶けにくい有効成分を、高分子膜や界面活性剤などで被覆することで水に混ぜ、液剤化したもの。有機溶媒を使わないため、危険物にあたらない利点もある（登録上の分類は乳剤）。
マイクロエマルション
水に溶けにくい有効成分を最低限の有機溶剤に溶かし、界面活性剤で水に混ぜ液剤化したもの（登録上の分類は液剤）。
ペースト剤
有効成分に鉱物粉などに混ぜて糊状にしたもの。塗布して使う。
錠剤
水溶剤や水和剤を、錠状に成形したもの。現場で計量する手間が軽減できる。水で希釈して使う。
塗布剤
もっぱら塗布して使うもので、他のどの剤型にも当てはまらないもの。
粉末
粉状で、他のどの剤型にも当てはまらないもの。
微量散布用剤
空中散布における微量散布（ULV）専用に、有効成分を有機溶媒に高濃度に溶かしたもの。
油剤
水に溶けにくい有効成分を有機溶媒に溶かした油状の液体。
パック剤
水稲用の殺虫剤、殺菌剤の粒剤を水溶性フィルムで包装したもので、水田に畦から投げ込んで使う。散布機不要で、飛散が無い。
ジャンボ剤
畦から投げ込んで使う、錠剤または水溶性フィルム包装の粒剤の水田用除草剤（登録上の分類は剤または粒剤）。
WSB剤
水和剤や水溶剤を水溶性フィルムで包装したもので、袋ごと水に溶かして使う。調製時の粉立ちが無く、使用者に安全である。
複合肥料
有効成分を肥料に混ぜたもの。
剤
他のどの剤型にも当てはまらないもの。

## 農薬の影響と危険性

### 農作物や農業従事者への影響
農薬は害虫や病原、雑草等の化学的防除を可能とする反面、殺虫剤や除草剤の散布による悪影響やコストを正しく認識することは、営農の効率性を高め、総合的病害虫管理を進める上で特に重要である。パラコートに代表されるように、農薬はヒトに対して毒性を持つため、農業従事者に対する健康被害、農作物への残留農薬がしばしば問題となってきた。
現在日本で流通している農薬の90%以上は普通物というカテゴリに分類され、毒物や劇物に分類される農薬は年々その割合を低下している。また、2004年中における農薬中毒事故189件（死亡94件、中毒95件）のうち、156件は自他殺を目的としたものであり、誤飲・誤食や農薬散布に伴うものは33件（うち死亡2件）である。

### 生態系への影響
農薬の3R
殺虫剤を散布すると、逆に害虫が増えてしまうことがある。その理由となる Resistance（レジスタンス：害虫の殺虫剤（または雑草の除草剤）に対する薬剤抵抗性獲得）、Reduction of natural enemies（リダクション・オブ・ナチュラル・エネミース：天敵の減少）、Resurgence（リサージェンス：産卵数の増加）の頭文字を取った「3R」という言葉がある。
生態系サービスの減少
殺虫剤や殺菌剤を散布すると生態系が単調化し、窒素固定能、作物の根の周りへのリン酸供給量、共生微生物の生息密度、可給態リン酸や可給態窒素の基となる土壌動物やその遺体・排泄物等の量が低下して地力が衰える。また除草剤を散布すると、炭素固定能力や地力が低下する。1990年代から、世界中でミツバチが大量死する現象が相次ぎ、これは蜂群崩壊症候群とよばれ、原因のひとつにネオニコチノイドが挙げられている。

## 各地域の農薬の規制

### OSPAR条約
1998年に発効した『北東大西洋の海洋環境を保護するための条約」』（OSPAR条約）の有害物質対策における取り組み候補物質リストの農薬の項目には、アルドリン、DDT、ディルドリン、エンドリン、ヘプタクロル、ヘキサクロロベンゼン（HCB）などが含まれ汚染防止の対象物質になっている。

### EU
欧州連合（EU）では『植物防疫用品に関する指令』（91/414/EEC）と『殺生物剤に関する指令』（98/8/EEC）が農薬の規制に関する指令となっている。

### アメリカ合衆国
アメリカ合衆国では家庭用・農業用・工業用を問わず『殺虫剤・殺菌剤・殺鼠剤法』（Federal Insecticide, Fungicide, and Rodenticide Act: FIFRA）等による規制がある。農薬登録の際に同法で必要になるデータには、必須のものと条件付きで必要になるものがあるが物理化学的性質、残余物の性状、分解性、移動性、野外での散逸性、野生生物への影響などである。
アメリカ合衆国環境保護庁（EPA）は農薬を一般用農薬（General Use Pesticide）と制限使用農薬（Restricted Use Pesticide）に分類しており、制限使用農薬は認証使用者またはその直接監督下でのみ使用が認められる。

### 日本

#### 法規制
農薬取締法により、農薬の製造者または輸入者には登録の、販売者には届出の制度が設けられている。さらに毒物及び劇物取締法により、毒物または劇物に該当する農薬の場合、別途それぞれに製造業、輸入業、農業用品目販売業の登録、帳簿の整備と5年間の保管が、購入には印鑑と身分証明書が必要となる。収穫後に用いる防かび剤、いわゆる「ポストハーベスト農薬」は、日本では農薬ではなく食品添加物として扱う。
また、ハエやカといった衛生害虫を駆除する薬剤は「農薬と同じ成分を含む薬剤」として薬事法の規制の対象に入り、農薬とは見なされない。
農薬取締法では次のように定義されている。
- 第1条の2 「農薬」とは、農作物（樹木及び農林産物を含む。以下「農作物等」という）を害する薗、線虫、だに、昆虫、ねずみその他の動植物又はウイルス（以下「病害虫」）の防除に用いられる殺菌剤、殺虫剤その他の薬剤[注釈 2] 及び農作物等の生理機能の増進又は抑制に用いられる成長促進剤、発芽抑制剤その他の薬剤をいう。
- 2 前項の防除のために利用される天敵は、この法律の適用については、これを農薬とみなす。

農薬の定義は使用目的（農作物の保護）によってなされており、合成品か天然物かというような物質の起源でなされている訳ではない。そのため、害虫の天敵はいわゆる薬品とは違うが、便宜上、農薬取締法ではこれらも生物農薬として農薬の範疇に含めている。
1999年（平成11年）に施行された持続性の高い農業生産方式の促進に関する法律によって総合的病害虫管理（IPM）の導入が進められており、農薬への依存を最小限にする取り組みが行われている。
2002年（平成14年）12月に農薬取締法が改正され、農薬の違法使用の罰則が強化されるに伴い、農林水産省の指定を受ければ、農薬登録に必要な試験（防除効果、人体に対する安全性、環境への影響評価等）を免除される特定農薬制度が新設され、重曹と食酢、そして地場で生息する天敵が指定された。
| 農薬の種類              | 説明                                                                         | 使用可能                                                                   |
| ----------------------- | ---------------------------------------------------------------------------- | -------------------------------------------------------------------------- |
| 登録農薬                | 所定の毒性試験結果などを提出して農林水産大臣の登録を受けた農薬               | 安全使用基準に従って使用可能                                               |
| 特定農薬                | 農薬登録の必要ないほど安全性が明らかな農薬として、農林水産大臣が指定した農薬 | 使用可能                                                                   |
| 特定農薬 （指定保留中） | 特定農薬の検討資材リストにあるが、農薬としての効能が明らかでないもの         | 農薬効果を謳って販売すること禁止、使用者が自分の判断と責任で使うことは可能 |
| 無登録農薬              | 登録農薬でも特定農薬でもない農薬                                             | 販売禁止、使用禁止                                                         |

2005年（平成17年）8月の農業資材審議会と中央環境審議会合同の特定農薬を検討する会合において特定農薬に該当するかどうかの試験検討結果が報告され、コーヒー、緑茶、牛乳、焼酎には農薬としては効果がないこと、木酢液は効果はあるが使用者に対し危険の可能性があることが報告された 。

#### 残留農薬基準
毒性・残留試験などに基づいて各農薬・農産物ごとに許される最大残留濃度が決められ、これをクリアするように農薬の使用法が定められた上で登録され使用が可能になる。残留農薬基準については、2006年5月より「残留農薬等に関するポジティブリスト制度」がスタートし、残留農薬に対する規制が従来よりも強化された。
食品に対する残留農薬は食品及び農薬ごとに一日摂取許容量（ADI）を基準に残留基準が定められており、基準を超えた農薬が検出された場合は流通が禁止される。
- 2000年に行われた農産物中の残留農薬検査結果によると、総検査数467,181件に対し、農薬の残留が検出されたのは2,826件（0.6%）、うち基準を超えた量が検出されたのは74件（0.03%）。
- 2001年の検査結果では総検査数531,765件に対し、検出数2,676件（0.5%）、うち基準を超える件数29件（0.01%）と、ほぼ同様の傾向である。